# District d'Uttarkashi
Le district d'Uttarkashi (hindi : उत्तरकाशी जिला) est le plus grand district de l'état d'Uttarakhand dans le nord de l'Inde.

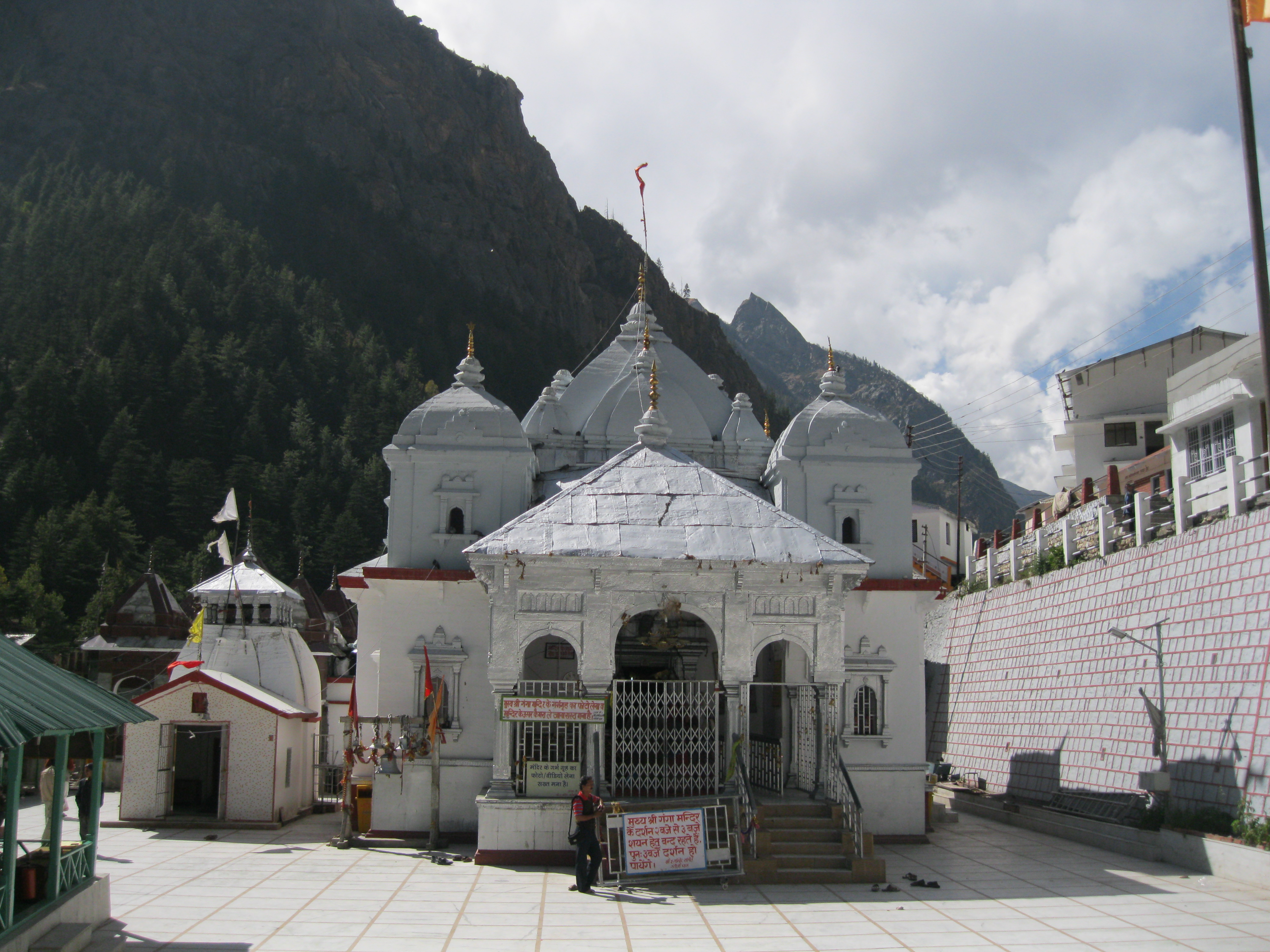
Le temple de Ganga à Gangotri.

## Géographie
Sa superficie est de 8 016 km2, et sa population de 330 086 habitants (en 2011). 
Son siège est situé dans la ville d'Uttarkashi.